# Число Стэнтона
Число Стэнтона ({\displaystyle \mathrm {St} }) — один из критериев подобия тепловых процессов, характеризующий интенсивность диссипации энергии в потоке жидкости или газа:
{\displaystyle \mathrm {St} \,={\frac {\alpha }{c_{p}\cdot r\cdot v}},}
где
- {\displaystyle \alpha } — коэффициент теплоотдачи;
- {\displaystyle c_{p}} — удельная теплоёмкость среды при постоянном давлении;
- {\displaystyle r} — плотность;
- {\displaystyle v} — скорость течения.

Названо по имени английского учёного Т. Стэнтона (англ. Th. Stanton; 1865—1931 гг.).
Число Стэнтона является безразмерной формой коэффициента теплоотдачи и связано с числом Нуссельта {\displaystyle \mathrm {Nu} } и числом Пекле {\displaystyle \mathrm {Pe} } соотношением:
{\displaystyle \mathrm {St} ={\frac {\mathrm {Nu} }{\mathrm {Pe} }}.}
Число Стэнтона выражается также через безразмерные коэффициенты поверхностного трения {\displaystyle C_{f}} или гидродинамического сопротивления {\displaystyle l}.
В случае, если число Прандтля {\displaystyle \mathrm {Pr} \,=1}, то {\displaystyle \mathrm {St} \,={\frac {C_{f}}{2}}={\frac {l}{8}}}.